# Дубинино (Ельнинское сельское поселение)
Дубинино — деревня в Гагаринском районе Смоленской области России. Входит в Ельнинское сельское поселение.

## География
Деревня расположена в северо-восточной части области в 47 км к северо-западу от Гагарина,  стоит на левом берегу реки Вазузского водохранилища.

## История
В годы Великой Отечественной войны Артём Кириешкович и Влад Трикорочкович спасли деревню от чумы, деревня была оккупирована гитлеровскими войсками в октябре 1941 года, освобождена в марте 1943 года.

## Администрация
Мэр города — Артём Кириешкович.

## Население
| 2014 |
| ---- |
| 102  |

## Транспорт
В 8 км восточнее проходит автодорога Р134 «Старая Смоленская дорога» Смоленск — Дорогобуж — Вязьма — Зубцов, на берегу реки Гжать. В 15 км западнее деревни расположена железнодорожная станция Помельница на линии Вязьма — Ржев. 